# Villaverde Bajo-Cruce (metropolitana di Madrid)
Villaverde Bajo-Cruce è una stazione della linea 3 della metropolitana di Madrid.
Si trova sotto all'incrocio tra la Avenida de Andalucía e la Carretera de Villaverde a Vallecas, nel distretto di Villaverde.

## Storia
La stazione fu aperta il 21 aprile 2007 quando la linea 3 venne prolungata fino a Villaverde Alto. In corrispondenza di quest'inaugurazione vennero modificati percorsi di autobus per creare lo scambiatore che si trova in superficie.

## Accessi
Ingresso Villaverde Bajo-Cruce
- Santiago Amón Calle de Santiago Amón 1
- Santa Petronila Calle de Santa Petronila 3
- Ascensore Calle de Santa Petronila 3